# Christian Chaubet
Christian Chaubet, né le 19 juillet 1961 à Toulouse, est un coureur cycliste français des années 1980-90.

## Biographie
Professionnel de 1986 à 1994, il remporte notamment Paris-Roubaix amateurs en 1985. 

## Palmarès

### Palmarès amateur
- 1982
  - 3e des Boucles catalanes
- 1983
  - La Tramontane
  - Grand Prix du Rouergue
  - 2e des Boucles catalanes
  - 2e du Grand Prix de l'Indépendant
- 1984
  - 4e étape du Tour du Haut-Languedoc
  - 3e du Grand Prix de l'Équipe et du CV 19e
- 1985
  - Paris-Roubaix amateurs
  - 2e de La Tramontane
  - 3e de la Palme d'or Merlin-Plage

### Palmarès professionnel
- 1986
  - 12eb étape du Tour de l'Avenir
- 1987
  - 1re étape du Tour du Portugal
  - 2e de la Ronde des Pyrénées
- 1988
  - 2e étape du Tour du Limousin
- 1989
  - 2e du Tour du Limousin
  - 3e de Châteauroux-Limoges
- 1990
  - 1re étape du Tour du Limousin
- 1991
  - 1re étape de Paris-Nice (contre-la-montre par équipes)
- 1992
  - 12e étape de la Milwaukee Superweek
- 1994
  - 3e de l'Étoile de Bessèges

## Résultats sur les grands tours

### Tour de France
3 participations
- 1989 : 79e
- 1990 : 149e
- 1991 : 110e

### Tour d'Italie
3 participations
- 1986 : abandon
- 1987 : 123e
- 1989 : abandon